# زن ۲ (فیلم)
 زن ۲ (به هندی: Stree 2) و (به انگلیسی: Woman 2) فیلمی محصول سال ۲۰۲۴ و به کارگردانی آمار کایوشیک است. در این فیلم بازیگرانی همچون شرادها کاپور، راجکومار رائو، پانکاج تریپاتی، آبیشک بانرجی، آپارشاکتی کورانا، وارون دهاوان، تمنا باتیا و آکشی کومار ایفای نقش کرده‌اند. این فیلم ادامه ای برای فیلم‌های زن و گرگینه بود. همچنین فیلمی دیگر از این جهان کمدی ترسناک به اسم Munjya در سال ۲۰۲۴ پخش شد.